# 31682 Kinsey
31682 Kinsey este un asteroid din centura principală de asteroizi.

## Descriere
31682 Kinsey este un asteroid din centura principală de asteroizi. A fost descoperit pe 10 mai 1999 la Socorro, New Mexico, în cadrul proiectului LINEAR. Asteroidul prezintă o orbită caracterizată de o semiaxă mare de 2,42 ua, o excentricitate de 0,06 și o înclinație de 5,0° în raport cu ecliptica.